# Marcellus I.

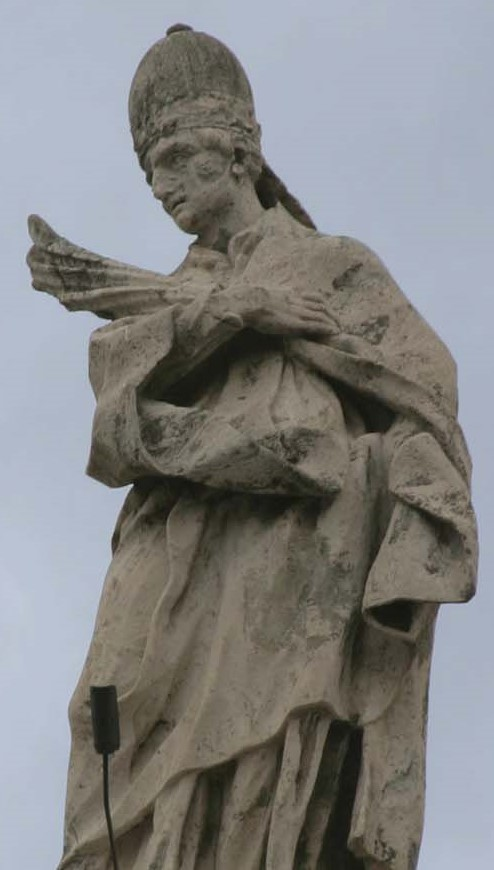
Statue des Papstes Marcellus I. in Rom

Marcellus I. (* 255; † 16. Januar 309) war wahrscheinlich für sechs Monate, von 308 bis 309, der 30. Papst der katholischen Kirche und Bischof von Rom.

## Überlieferung
Marcellus soll Marcellinus nach der längsten Sedisvakanz der Papstgeschichte, die vier Jahre dauerte, gefolgt sein. Marcellus hätte dann die Aufgabe übernommen, die christliche Kirche nach ihrer Zerschlagung in der diokletianischen Christenverfolgung neu zu organisieren und aufzubauen. Dem kaum zuverlässigen Liber Pontificalis zufolge soll er 25 Titelkirchen eingerichtet haben. Er erbaute ein Coemeterium in der Via Salaria gegenüber der Priscilla-Katakombe.
Weil er für strenge Strafen gegenüber abgefallenen Christen während der vergangenen Verfolgungen eintrat, wurde er 309 unter Kaiser Maxentius aufgrund von Tumulten aus Rom verbannt und musste als Stallbursche arbeiten, der Legende nach bei der römischen Matrone Lucina. Er starb im selben Jahr und wurde in der Calixtus-Katakombe beigesetzt.
Marcellus wird mit den Attributen Esel und Krippe dargestellt. Seine Gebeine ruhen in der römischen Kirche San Marcello al Corso.
Seine kirchlichen Gedenktage sind der 16. Januar (katholisch) und 7. Juni (orthodox).